# Dalberger Hof (Oppenheim)
 (février 2024).
Le Dalberger Hof à Oppenheim était le bâtiment résidentiel et agricole de la famille Dalberg après avoir reçu comme fief un poste de Burgmannslehen au château fort de Landskron au-dessus d'Oppenheim. Les bâtiments furent détruits lors de la guerre de succession du Palatinat en 1689.

## Géographie
Le Dalberger Hof était situé sur la propriété qui s'appelle aujourd'hui « Dalbergerstrasse 21 ».
Au sud du Dalberger Hof se trouvait le Frankensteiner Hof, au nord celui des seigneurs de Gemmingen, plus tard aux mains de la famille Wolfskehlen. Familles entre lesquelles il y a eu plusieurs mariages.

## Histoire

### Fief du château
Dieter II (nommé à partir de 1334 ; † 23 juillet 1371) s'est marié après 1334 avec Katharina, veuve de von Scharffenstein († 8 juillet 1351), fille de Klaus et Nesa Salman zum Silberberg. Avec elle, de vastes propriétés entrent dans la famille, dont les Burgmannenlehen, un fief impérial que les Dalberger détiennent depuis 1342.
Afin de gérer cette propriété, le Dalberger Hof a été construit et exploité à Oppenheim. Apparemment il a été acquis en 1455. Au cours des siècles suivants, Oppenheim fut l'une des résidences de l'une des branches de la vaste famille des chambellans de Worms, qui s'appelèrent plus tard « von Dalberg ».
Des rénovations majeures ont été réalisées sous Wolfgang IX au tournant du 16 et du 17. Siècle.

## Invités célèbres
Le Dalberger Hof devait être l'un des mieux équipés d'Oppenheim, car il était souvent utilisé comme logement pour des célébrités en visite. Ceux-ci comprenaient.
- Électeur Frédéric III du Palatinat lorsqu'il vint à Oppenheim le 12 mai 1565 pour une discussion religieuse.
- Du 2 au 4 juin 1613, Frédéric V du Palatinat, futur « roi de l'hiver », et son épouse Élisabeth Stuart y vécurent. De là, ils se rendirent à Worms.

## Bâtiment
Un vaste système de caves-couloirs a été conservé de la fin du Moyen Âge, qui se poursuit sous la rue et sous les propriétés de l'autre côté de la rue (voir aussi : Labyrinthe des caves d'Oppenheim). C'est la seule partie du complexe encore préservée aujourd'hui.
Dans le bâtiment résidentiel se trouvait une grande salle dans laquelle, selon une description de 1643, « à hauteur d'homme, les plus grands héros allemands, empereurs, rois et princes, de Tuisconn le premier Allemand, étaient assis sur Carolum Quintum avec leurs propres vêtements et belles couleurs peintes et ce que chaque chose mémorable a fait, enregistré avec des vers latins et allemands en dessous »,.
Lorsqu'Oppenheim fut détruit par l'armée française sous le commandement du général Ezéchiel de Mélac le 31 mai 1689, la structure aérienne du Dalberger Hof fut également en grande partie détruite.
En 1728 le site était encore sous-exploité. Wolfgang Eberhard II von Dalberg (1679-1737), qui était Oberamtmann à Oppenheim jusqu'en 1737, vivait à l'extérieur. Christian Georg Schütz a dessiné les ruines du Dalberger Hof en 1770.
Mais ce n'est qu'en 1804 que la propriété fut vendue à Jakob Reuter qui y construisit une maison à un étage avec une étable. Avant 1840  ou au début des années 1840, Abraham Frowein (1797–1848), fils de l'ancien maire d'Elberfeld du même nom et fabricant de textile de cette ville, acheta la propriété, y construisit une résidence d'été et se consacre à la viticulture. Le neveu de Froheim, August Froheim, y a construit une villa de style historique.

## Bon à savoir
Au Dalberger Hof d'Oppenheim, la famille conservait l'épée que Frédéric VI de Dalberg avait porté au Reichstag de Worms (1495).
La fontaine du chevalier est située devant le Dalberger Hof depuis 1546 et s'y trouve toujours aujourd'hui. Elle est décorée des armoiries des voisins, Dalberg, Frankenstein et Gemmingen.

## Littérature
- Johannes Bollinger : 100 Familien der Kämmerer von Worms und der Herren von Dalberg. Bollinger, Worms-Herrnsheim 1989, sans ISBN
- Dieter Krienke : Kreis Mainz-Bingen. Verbandsgemeinde Nierstein-Oppenheim = Denkmaltopographie Bundesrepublik Deutschland. Kulturdenkmäler in Rheinland-Pfalz 18.3, Wernersche Verlagsgesellschaft, Worms, 2011,  (ISBN 978-3-88462-311-4)
- Carl. J. H. Villinger : Die Kämmerer von Worms genannt von Dalberg und ihre Beziehungen zu Oppenheim, dans : 1200 Jahre Oppenheim am Rhein. Stadt Oppenheim, Oppenheim, 1965, p. 55–68